# 2005 sur Internet
Cet article présente les faits marquants de l'année 2005 sur Internet.

## Évènements
- 14 février : lancement du site web d'hébergement de vidéos YouTube. Il sera racheté par Google l'année suivante.
- 15 mars : création du site web d'hébergement de vidéos Dailymotion.